# 16 de la Girafa
16 de la Girafa (16 Camelopardalis) és un estel situat a la constel·lació de la Girafa. Té magnitud aparent +5'25 i s'hi troba a 336 anys llum del Sistema Solar.

## Característiques
16 de la Girafa és un estel blanc de la seqüència principal de tipus espectral A0Vne. Semblant a Phecda (γ Ursae Majoris), però quatre vegades més allunyada que aquesta, la seva temperatura efectiva és de 9.750 K. És 97 vegades més lluminós que el Sol. El seu diàmetre és 3,3 vegades més gran que el diàmetre solar i gira sobre si mateixa amb una velocitat de rotació igual o major de 217 km/s. Té una massa 2,5 vegades major que la massa solar. La seva edat estimada és de 400 milions d'anys, i ja ha transcorregut ja el 82% de la seva vida com a estel de la seqüència principal.

## Companya estel·lar i disc de pols
16 de la Girafa té una companya estel·lar la lluentor de la qual és 4,3 magnituds inferior al de l'estel principal. Inicialment detectada per emissió de rajos X —els estels el tipus espectral dels quals està comprès entre A7 i B6 en principi no haurien d'emetre rajos X—, està visualment separada d'ella 0,29 segons d'arc. D'altra banda, la correlació entre les fonts del catàleg Hipparcos i les del satèl·lit IRAS suggereixen la presència d'un disc circumestel·lar de pols al voltant de 16 Camelopardalis, la qual cosa implicaria l'existència de planetesimals o exoplanetes. La massa d'aquest disc seria unes 2,1 vegades major que la massa terrestre.